# باغ گل (شمیرانات)
باغ گل از روستاهای دهستان رودبار قصران بخش رودبار قصران شهرستان شمیران استان تهران ایران است. باغ گل بر دامنه شمالی کوه توچال واقع شده است. 

## جمعیت
جمعیت این روستا بر اساس سرشماری سال ۱۳۸۵ حدود ۹۲ نفر در ۳۱ خانوار بوده است. که قطعاً تا کنون تغییر یافته است.